# San Andrés (Teneriffa)
San Andrés ist ein Ort in der Gemeinde Santa Cruz de Tenerife auf der kanarischen Insel Teneriffa. Er liegt im Nordosten der Insel, etwa 10 km von der Hauptstadt Santa Cruz de Tenerife entfernt oberhalb der Küste in den Vorläufern des Anaga-Gebirges. San Andrés hatte 2018 etwa 2651 Einwohner.

## Geschichte
In vorspanischer Zeit hatte der Ort mehrere Namen: Abicor, Abicoré und Ibaute. Am 16. Januar 1850 wurde der bis dahin eigenständige Ort nach Santa Cruz eingemeindet. Bis 1940 war San Andrés nur auf einem in die Felsen geschlagenen Trampelpfad zu erreichen. Hier fand man bei Ausgrabungen auch eine der bekannten kanarischen Mumien.
Bis zum 18. Jahrhundert hatte der Ort den Ruf eines „Piratenhafens“, da er als Anlegestelle für die vielen Raubschiffe diente, die zu dieser Zeit die Gewässer der Kanarischen Inseln frequentierten.

### Befestigungsanlage und Kirche
Ursprünglich existierte hier die Festung Castillo de San Andrés, wovon der 1706 errichtete, mittlerweile allerdings von mehreren Unwettern (1740 und 1896) zerstörte Festungsturm zeugt. Ein Teil der Burg ist noch intakt.
Die Iglesia de San Andrés (Kirche San Andrés) ist eine der ältesten katholischen Kirchen der Kanarischen Inseln mit einer bemerkenswerten Kolonialarchitektur (erbaut zwischen 1505 und 1510).

## Wirtschaft
Der Fischfang ist nach wie vor ein relevanter Wirtschaftsfaktor in San Andrés, doch der Tourismus hat auch hier zahlreiche Arbeitsplätze geschaffen, wobei das Dorf seinen ursprünglichen Charakter erhalten konnte. Im Ort selbst gibt es keine Hotels und Pensionen, lediglich einige Appartements sind zu mieten. Spanische Gerichte stoppten 1984 den Bau größerer Touristikanlagen.
1973 schüttete die Verwaltung der Insel diesen dort befindlichen Strand Las Teresitas mit 4 Millionen Säcken Saharasand auf, schuf eine Infrastruktur mit Duschen, Parkplätzen und Imbissbuden. Viele Einwohner der nahe gelegenen Metropole kommen in der Freizeit an diesen Vorzeigestrand, an dem eine vorgelagerte, hafenähnliche Barriere die Brandung dämpft.

## Abbildungen

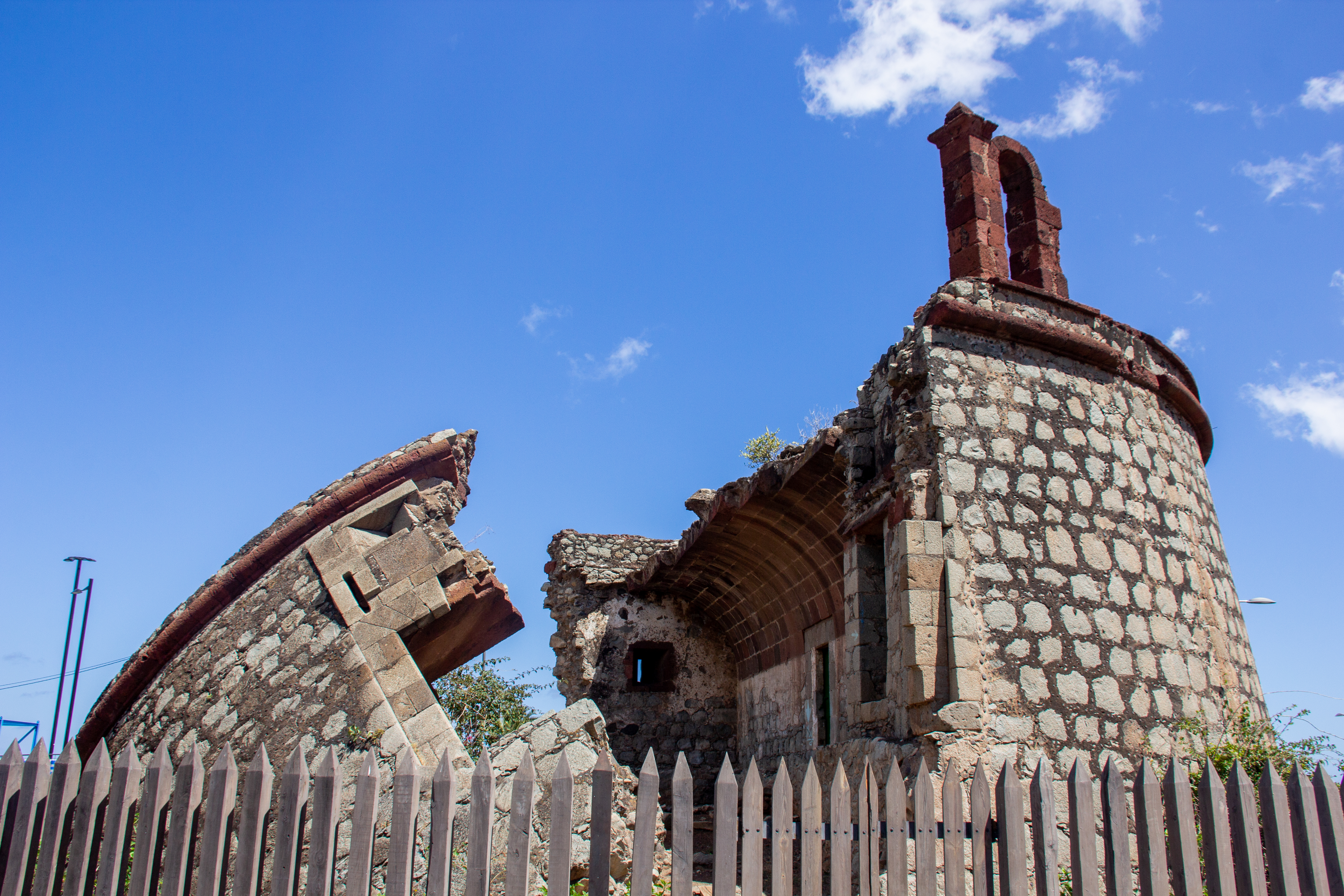
Festungsturm in San Andrés
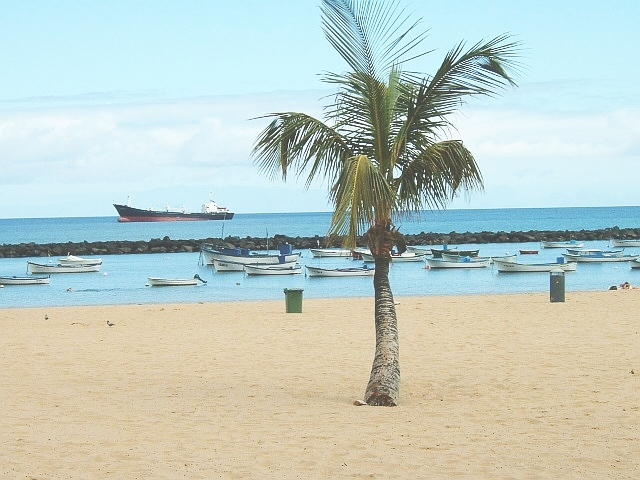
Strand und Fischerhafen
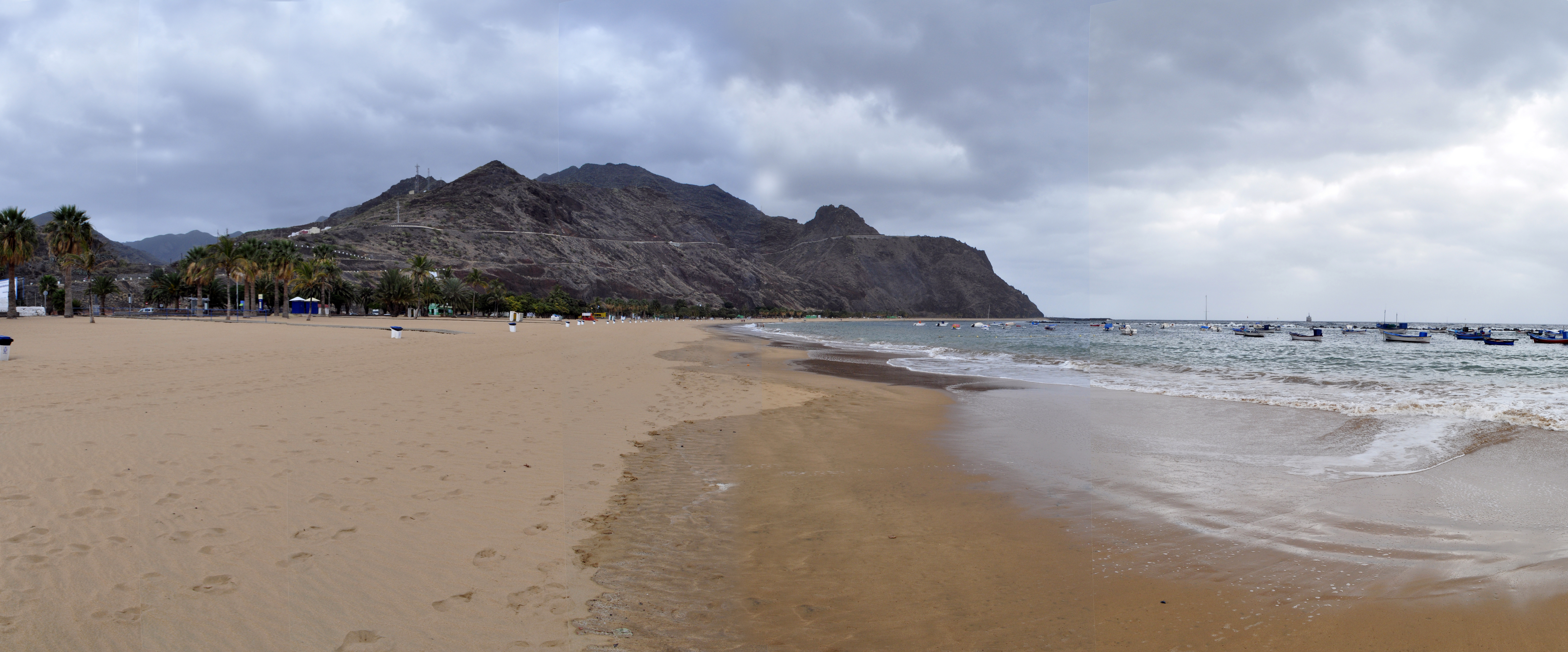
Pano Strand von San Andrés
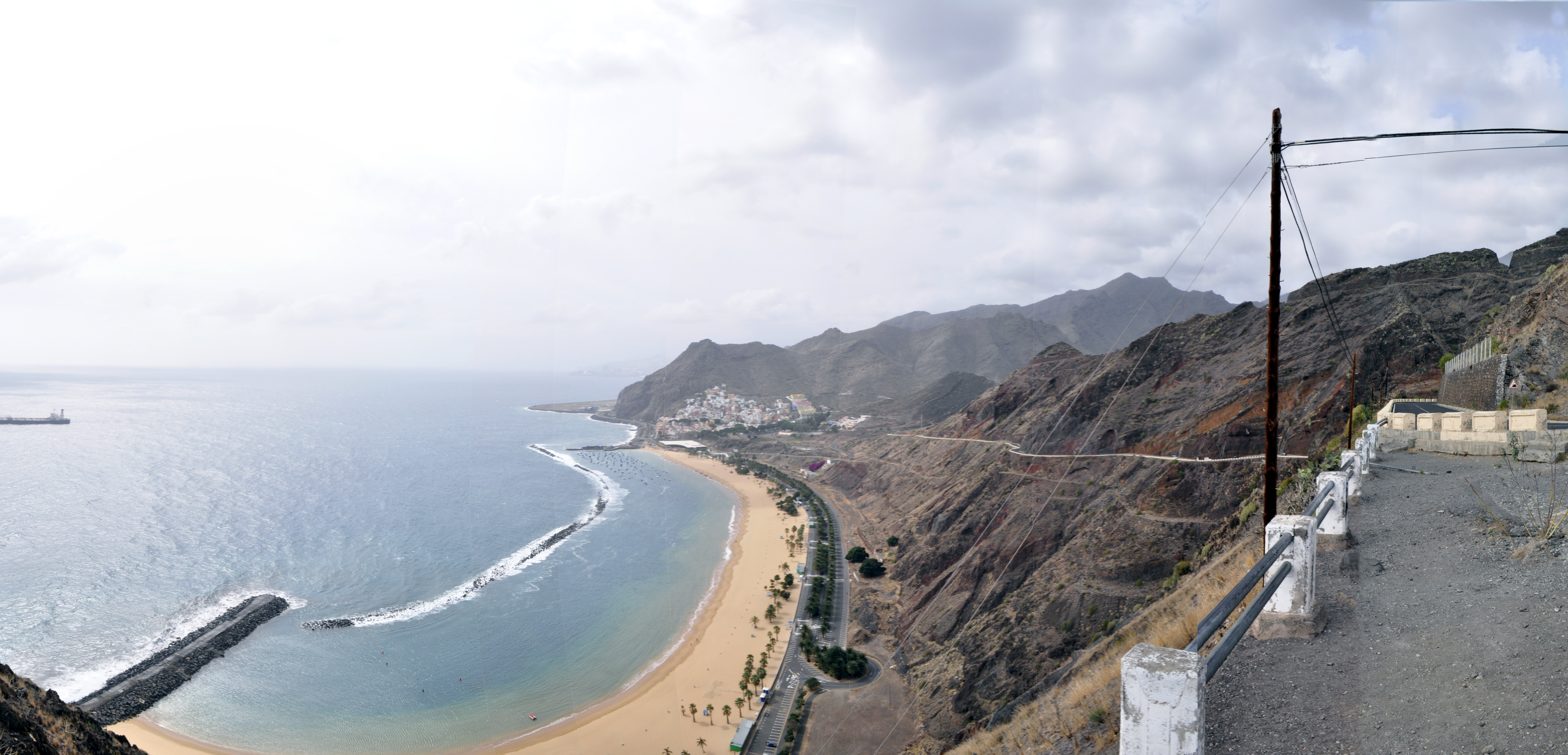
San Andrés
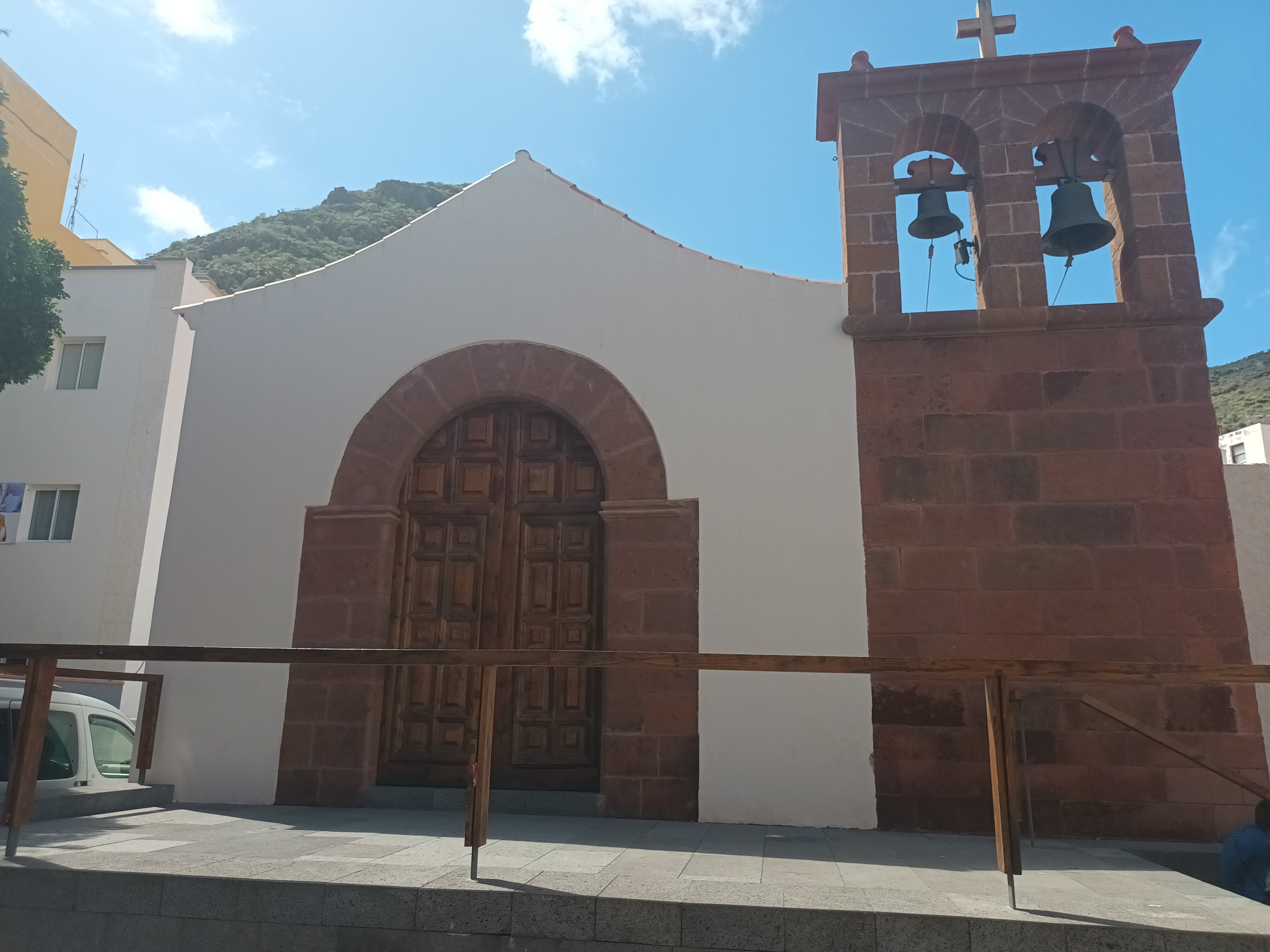
Kirche
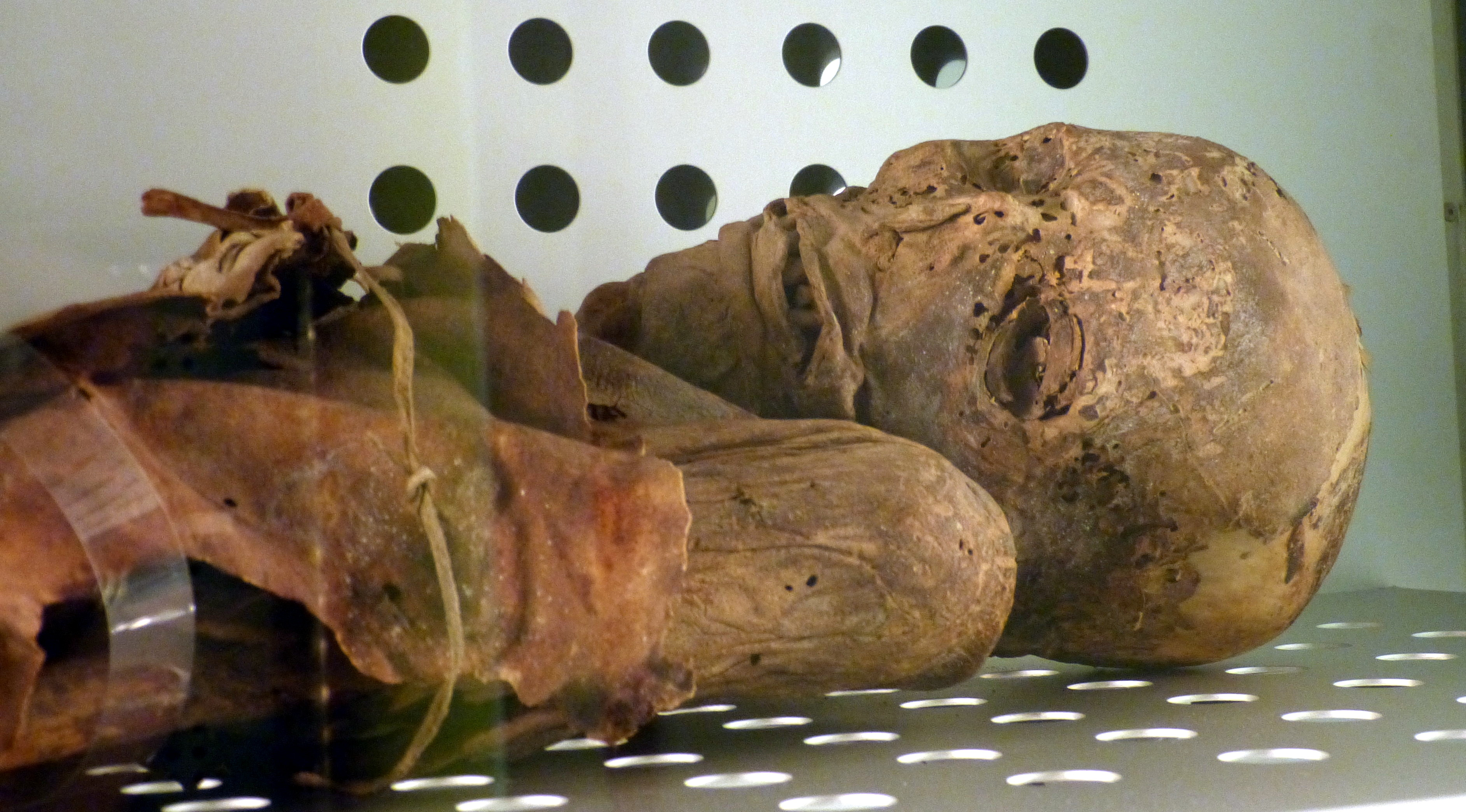
Die Mumie von San Andrés (Museo de la Naturaleza y el Hombre, Santa Cruz de Tenerife)